# ایستگاه متروی اقدسیه
ایستگاه متروی اقدسیه یکی از ایستگاه‌های خط ۳ متروی تهران است که در محله اقدسیه، خیابان موحد دانش واقع شده‌است. این ایستگاه در ۲۵ اردیبهشت ۱۴۰۰ تأسیس شده‌است.
این ایستگاه با ۸ هزار متر مربع زیربنا در عمق ۲۳ متری، دارای ۸ رشته پله برقی و دو دستگاه آسانسور است، همچنین ایستگاه اقدسیه از مسیر ویژه نابینایان و تجهیزات افراد معلول به همراه علائم بساوایی برخوردار است. مجموع هزینه عملیات ساختمانی و تجهیزاتی ایستگاه اقدسیه برابر با ۲۰۲۰ میلیارد ریال است.

## خطوط اتوبوسرانی
در حال حاضر از مجاور این ایستگاه مترو خطوط اتوبوسرانی به شرح ذیل تردد و مسافران را جابجا می‌نمایند:
- خط ۳۸۷ میدان رسالت به میدان قدس در مسیر بزرگراه‌ امام علی، بلوار ارتش، خیابان موحد دانش (اقدسیه)، خیابان پاسداران، خیابان باهنر (نیاوران)، میدان قدس
- خط ۲۲۰ میدان ازگل به پایانه تجریش در مسیر خیابان ازگل، بلوار نیروی زمینی، مینی سیتی، بلوار ارتش، خیابان موحد دانش (اقدسیه)، خیابان پاسداران، خیابان لواسانی (فرمانیه)، خیابان باهنر (نیاوران)، میدان قدس، خیابان شهرداری و میدان تجریش
- خط ۲۱۷ شهرک صدف به بلوار صبا (متروی قیطریه) در مسیر شهرک صدف و نفت، مینی سیتی، بلوار ارتش، نارنجستان هفتم، خیابان لواسانی (فرمانیه)، بلوار شهید اندرزگو، قیطریه و بلوار صبا
- خط ۲۱۵ سوهانک به سه راه ضرابخانه در مسیر بلوار ارتش، اراج، خیابان لنگری، میدان نوبنیاد، خیابان پاسداران، حسینه ارشاد، خیابان کوروش، ابتدای بزرگراه همت و زین الدین[۳]